# Fuerte de Santa Bárbara (España)
El fuerte de Santa Bárbara fue una fortificación militar defensiva erigida en las proximidades de Gibraltar, que formaba parte de una estructura mayor, conocida como Línea de Contravalación. La construcción de esta línea defensiva fue encargada por Felipe de Anjou, el primer rey de España de la casa Borbón, que reinó con el nombre de Felipe V.
A principios del siglo XVIII (1701-1713) se libraría en España la Guerra de Sucesión que enfrentó a partidarios del archiduque Carlos (apoyado por Austria, Inglaterra y Holanda) contra partidarios de Felipe de Anjou (apoyado por Francia). En 1704, Gibraltar era gobernada por el sargento mayor Diego de Salinas y contaba con una escasa dotación de 100 soldados y unos 400 civiles, prestos a unirse a los militares en caso de amenaza, y que apoyaban a Felipe de Anjou. 

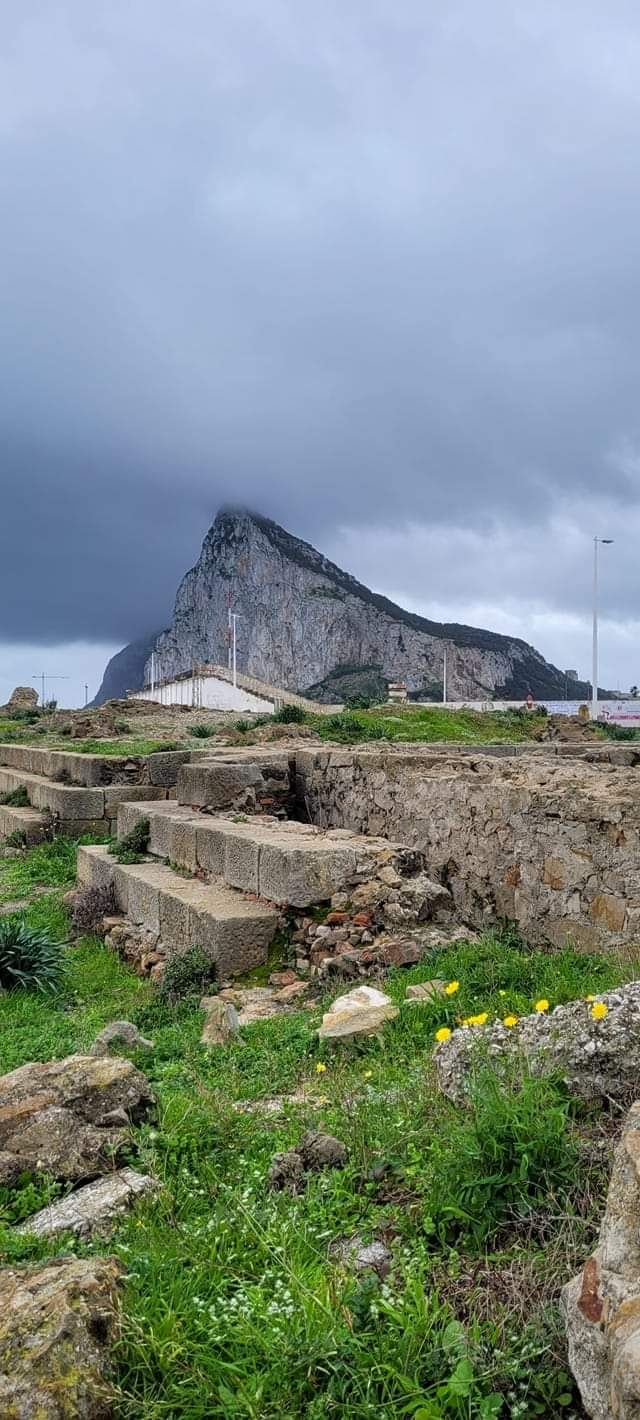
Restos del fuerte de Santa Bárbara, con el peñón de Gibraltar al fondo

En ese mismo año, una flota anglo-holandesa compuesta por más de 50 buques portando 4000 cañones, 9000 infantes y 25 000 marineros, inició un ataque contra la plaza de Gibraltar en el que en un periodo de apenas 6 horas se lanzaron 30 000 proyectiles y que acabó, el 4 de agosto de 1704, con la toma de Gibraltar en nombre del Archiduque. Sin embargo, los ingleses, una vez tomada la plaza, izaron su bandera y se adueñaron del sitio en nombre de la Reina Ana y no del Archiduque.
En 1730, el ingeniero Jorge Próspero de Verboom recibió el encargo del Rey Felipe V de diseñar y levantar una línea militar de fortificación defensiva en el entorno del enclave inglés de Gibraltar, en previsión de futuros ataques desde la roca. Ese mismo año se comenzaron a construir una serie de fuertes y murallas, en las cercanías del istmo que delimitaba la ubicación inglesa, desde la playa de levante hasta la de poniente y que terminaron en 1735. 
El sistema fortificado, diseñado por Jorge Próspero de Verboom, se centraba en dos zonas especialmente vulnerables, por un lado, en el istmo, donde se construyeron las principales y más sólidas defensas de la zona en la llamada Línea de Contravalación de Gibraltar, origen de la población de La Línea de la Concepción; la segunda zona especialmente fortificada fue el litoral de la ciudad de Algeciras, única ciudad portuaria de la bahía y zona de partida y aprovisionamiento de los buques de guerra españoles; la fortificación de Algeciras no llegó a ser completa, pues, según los diseños originales del marqués de Verboom, debía construirse alrededor de la ciudad una muralla abaluartada que siguiera la línea de la antigua muralla medieval, los planes del arquitecto jamás llegaron a llevarse a cabo probablemente por el alto coste de la obra.

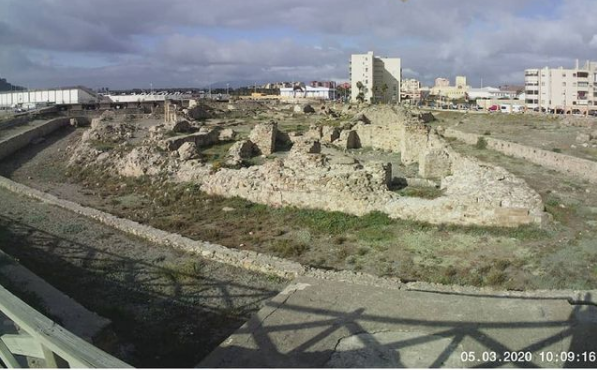
Las ruinas del fuerte con el estadio municipal y la ciudad al fondo

A levante se localizaba el fuerte de Santa Bárbara con capacidad para 24 piezas de artillería (18 cañones de a 24 y 6 obuses) y una dotación de hombres muy elevada, Cuerpo de Granaderos, Cuerpo de Caballería con hasta 40 hombres y Cuerpo de Artillería además de un grupo de hombres con la función de limpiar los fosos de tierra. Poseía, además, 4 cuarteles para la tropa.
La Línea de Contravalación fue destruida en 1810, al igual que la mayoría de las fortificaciones de la bahía de Algeciras, por el cuerpo de zapadores británico con el pretexto de impedir que cayera en manos de las tropas napoleónicas y con la autorización del gobierno español, circunstancial aliado del Reino Unido.
Hoy sólo quedan los restos de las ruinas del fuerte de Santa Bárbara.